# Llano de Heno
Llano de Heno är en ort i Mexiko.   Den ligger i kommunen Malinaltepec och delstaten Guerrero, i den sydöstra delen av landet, 250 km söder om huvudstaden Mexico City. Llano de Heno ligger 1 978 meter över havet och antalet invånare är 110.
Terrängen runt Llano de Heno är lite bergig. Runt Llano de Heno är det ganska glesbefolkat, med 22 invånare per kvadratkilometer. Närmaste större samhälle är Malinaltepec, 2,2 km väster om Llano de Heno. I omgivningarna runt Llano de Heno växer huvudsakligen savannskog.